# دروب (مسلسل)
دروب هو مسلسل بحريني أنتج في عام 2005 للكاتب عيسى الحمر أخرجه عبدالله يوسف. والمسلسل يعود بالذاكرة الشعبية لسنوات السبعينيات التي تعتبر فترة زاهية في تاريخ البحرين حملت مخاضات سياسية واجتماعية واقتصادية نشهد نتائجها في فورة المشروع الإصلاحي للملك الشيخ حمد بن عيسى آل خليفة. إلا أنه تم تقليمها من النص الاصلي بسبب رغبة من قام على عملية الإنتاج بتزكية عملية التسويق على تقديم عمل يحاكي مخزون ذاكرة جيل كامل من البحرينيين الذين عايشوا تلك الحقبة، دروب يحكي عن العديد من المشاكل الاجتماعية التي بقيت عالقة منذ تلك الفترة حتى الآن مثل مشكلة السكن ويحكي عن التسلط والصراع بين الفئات الاجتماعية ويحكي عن العواطف النبيلة والحب في صورته الرومانسية الفياضة. ويحكي كذلك عن الصداقة في مفهومها العميق الذي يبلغ حد إنكار الذات والبحث المضني.

## الممثلون
- جمعان الرويعي
- مبارك خميس
- علي الغرير
- سعاد علي
- شفيقة يوسف
- أحمد عيسى
- أحلام محمد
- أميرة محمد
- عبدالله ملك
- يوسف بوهلول
- علي جمعة
- لطيفة المجرن
- شيماء سبت
- شوق
- محمد البهدهي
- ممثلة
- فضيلة المبشر
- خليل الرميثي